# Lutz Matthei
Lutz Matthei (* 15. November 1945) ist ein ehemaliger deutscher Fußballspieler. Für den Halleschen FC Chemie spielte er von 1965 bis 1968 in der DDR-Oberliga, der höchsten Spielklasse im DDR-Fußball. Matthei ist neunfacher DDR-Juniorennationalspieler.

## Sportliche Laufbahn
Als Spieler der Fußball-Nachwuchsabteilung des SC Chemie Halle wurde Lutz Matthei 1962 in den Kader der DDR-Juniorennationalmannschaft berufen. Dort bestritt er als Stürmer neun Länderspiele, in denen er vier Tore erzielte.
Zur Saison 1964/65 wurde er in den Männerbereich des Sportclubs übernommen. Die 1. Mannschaft war zuvor aus der Oberliga abgestiegen und spielte in der zweitklassigen DDR-Liga. Dort kam Matthei in 13 von 30 Punktspielen zum Einsatz und war mit vier Toren am sofortigen Wiederaufstieg der Hallenser beteiligt. Während der folgenden Spielzeit 1965/66 wurde die Fußballsektion des SC Chemie als Hallescher FC Chemie ausgegliedert. Matthei wurde für die Oberligamannschaft nominiert, konnte sich aber weder in dieser noch in den beiden nachfolgenden Spielzeiten als Stammspieler zu etablieren. Bis 1968 wurde er nur in sieben Oberligaspielen eingesetzt und kam nur einmal zum Torerfolg.
Zur Saison 1968/69 wechselte Matthei zum DDR-Liga-Aufsteiger Chemie Wolfen. Dort blieb er zwei Spielzeiten, in denen er jeweils zehn von dreißig Punktspielen bestritt und lediglich in der ersten Saison ein Tor schoss. Seine letzte Station im DDR-weiten Fußball war die BSG Chemie Buna Schkopau. Diese spielte 1970/71 in der drittklassigen Bezirksliga und stieg mit Matthei in dieser Saison in die DDR-Liga auf. Ebenfalls mit Matthei (7 Punktspieleinsätze / 0 Tore) stieg sie 1971/72 sofort wieder ab, und Matthei kehrte danach nicht wieder in den höherklassigen Fußball zurück.